# 集団登下校

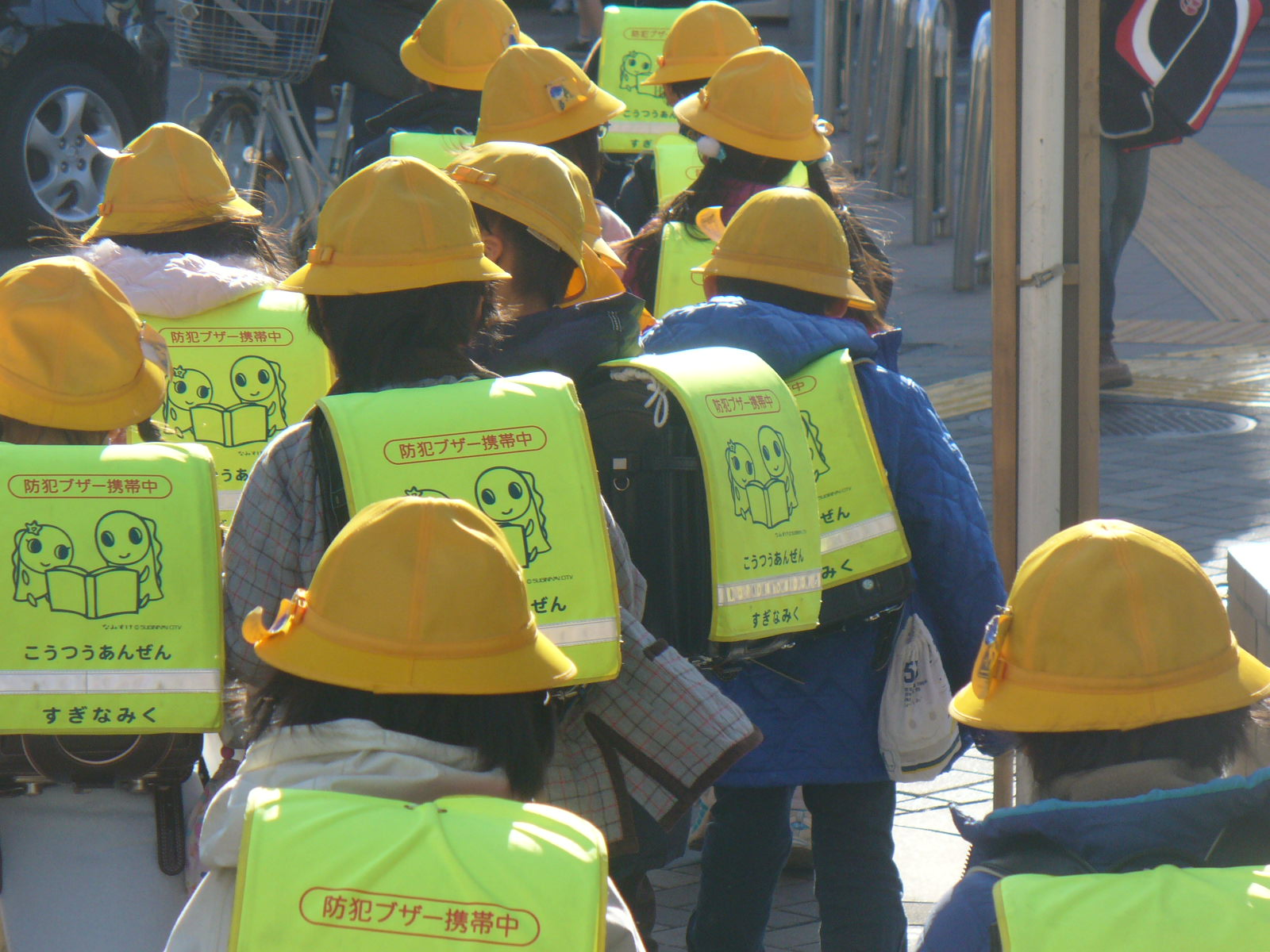
日本の多くの小学校では、ランドセルを背負い、児童だけで集団で歩いて登下校している

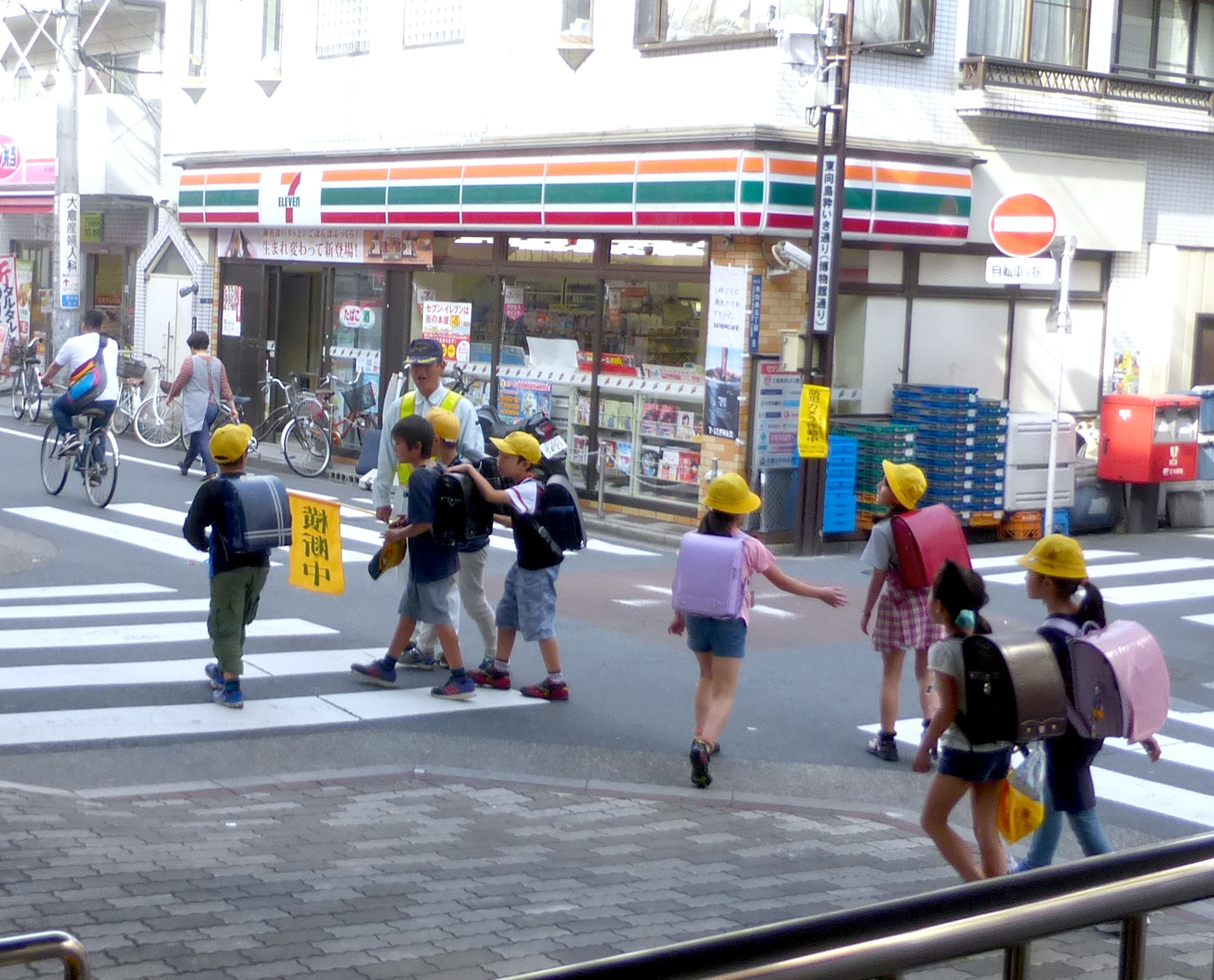
小学生の通学時に交差点の横断歩道で見守る大人（この場合は東京都の地方公務員「学童擁護員」、2015年）

集団登下校（しゅうだんとうげこう）は、主に小学校において、児童が一定以上の規模の集団となって一緒に通学路を登校・下校（登下校）すること。登下校時の児童の安全を確保する目的で行われる。広く導入されるに至ったのは交通戦争と呼ばれた昭和30年代以降であり、歩道やガードレールの整備が追い付かない社会情勢下で交通安全上の配慮から導入されてきた。また、児童を狙った犯罪（身代金目的誘拐や性犯罪）から児童を保護する目的で導入する学校も増えている。
校区内で、児童を狙った犯罪や、人の生命･身体に危害を及ぼす犯罪の発生などの直後には、警戒のために保護者同伴による集団登下校の姿が報道されることが多い。しかし平時における集団登下校は保護者が同伴せず、児童のみで行われるのが通例である。
似たものに幼稚園などで教師や保護者が同伴して行うグループ通園がある。
なお、小学校併設幼稚園の場合は幼稚園児も小学生と一緒に登校・登園することもある。

## 概要
集団登下校は地域の自治会・町内会などの単位で子供会のようなグループを組織し、そこから「通学班」「通学団」「登校班」などと呼ばれる登下校集団を編成する。児童同士が相互に存在を把握できる規模になるよう、人数が多い場合は住所別や男女別に登下校集団を小さな集団に分ける場合もある。
児童は集会所の前や公園など決められた場所に決められた時刻に集合し、点呼を行ってから出発する。点呼時に不在だった者が後から単独で登下校することを防ぐため、風邪による欠席など不在の理由が明らかでない場合は自宅などに呼びに行くことになる。
この集団の引率を行う者は通学リーダー、通学区リーダーなどと呼ばれ、集団内の最上級生がこれを行うのが通例である。リーダーは一目でリーダーとわかるようなもの、たとえば腕章を身につけていたり、道路横断時に用いる旗などを所持していることが多い。
学校では始業時刻・終業時刻が定まっているため、たとえ個別に登下校したとしてもその経路上では児童が列をなして一緒に登下校することとなるが、学年の壁を越えて下級生を上級生が引率する仕組みに、自然発生的集団と集団登下校の最大の違いがある。

## 成立の起源
集団登下校は、学校の公的管理の元に行われるものではないため、その実態には不明なところが多い。
公的な記録としては、1961年（昭和36年）6月の内閣の交通事故対策本部で決定した「交通事故防止対策要綱」、およびこれに則った文部省事務次官通達「交通事故の防止について」（1961年8月）が初出となる。この通達が出された当時、交通事故死者の1/3が義務教育以下の学童や幼児であり、車社会勃興期の多発する交通事故への対策であった。
ただ交通安全が集団登下校開始の理由とするのは早計である。集団登下校の記録は、古くは明治・大正時代にまで遡ることができ、当然この時代には「交通戦争」は存在しなかった。明治・大正期の集団登下校は、地域社会の「団結の証」や学校に対する「滅私奉公」という色合いが濃いことが記録から伺われる。

## 災害への備え
台風や地震などの災害発生時に学校は児童を安全に帰宅させるため、授業を中断して児童を集団下校により帰宅させる措置が取られる。まず校庭や体育館などに児童を待機させ、安全が十分に確保されている場合には下校班が整い次第下校させ、そうでない場合は保護者に連絡して送迎させる。
また、大規模な災害の際には避難所として住民を受け入れる準備を並行して行う必要があり、各地域から保護者の代表を呼んで児童を地域まで送り届けるが、災害時にはある程度の混乱も予測され、また保護者が地域の児童全員を把握していることも期待できないため、相互に存在を確認できる登下校集団が災害時においても有効にはたらくと考えられている。

## 問題点
集団登下校には、家が近い児童同士がもれなく集合する必要があるため、それをサポートする地域コミュニティの存在が不可欠である。地域コミュニティの存在が希薄な大都市部などでは実施が困難であり、スクールバスを導入したり、親が学校まで送迎する例もみられる。
上級生と下級生では授業時限数が異なり、また終業後は速やかに帰宅を促す措置が取られるものの放課後に校庭で遊んでから帰宅することも多いため、集団下校は集団登校よりも困難である。このため集団登校のみを行い集団下校を行わない、あるいは特定の曜日のみに限って実施している学校も多いが、これでは下校時の児童の安全を確保できないという問題が残ることとなる。一度帰宅した後の外出で事故に遭った場合などと同様、学校側が安全を図るにも限界があるため、親や地域社会の配慮が不可欠である。

### 交通事故
鹿沼市クレーン車暴走事故、亀岡暴走事故のように集団登校中に事故に巻き込まれる例も少なくない。このため生徒の登下校の時間帯は自動車の通行規制を行う、ガードレールを増やすなどの対策がある。